# Protestos de 2011 na Espanha
Os protestos de 2011 na Espanha, chamados por alguns meios espanhóis de Movimiento 15-M, Indignados e, nas redes sociais, Spanish revolution, são uma série de protestos espontâneos de cidadãos inicialmente organizados pelas redes sociais e idealizados pela plataforma digital civil  ¡Democracia Real Ya! (em espanhol: Democracia Real Já!), que obteve nessa fase inicial o apoio de mais de duzentas pequenas associações. Começaram em 15 de maio de 2011, com uma convocação em cinquenta e oito cidades espanholas.
Trata-se de manifestações reivindicatórias pacíficas, em favor de mudanças na política e na sociedade espanhola, sendo que, segundo seus participantes, os partidos políticos não os representam, nem tomam medidas que os beneficiem. No decorrer dos protestos, surgiu uma série de reivindicações políticas, econômicas e sociais heterogêneas, refletindo o desejo coletivo de mudanças profundas no modelo político e econômico vigente na Espanha.
Os protestos se iniciaram próximo às eleições municipais, marcadas para 22 de maio de 2011. Foram relacionados pela imprensa com a Grande Recessão, as medidas do governo em relação à crise, com o livro Indignai-vos!, de Stéphane Hessel, a problemática dos jovens que já não estudam mas tampouco encontram trabalho e o exemplo dos protestos no mundo árabe, em Portugal, Grécia e Islândia.
Embora os manifestantes sejam um grupo heterogêneo, são também um exemplo claro de "novo movimento social" (NMS)  — têm em comum a aversão à classe política, a petição do fim do bipartidarismo político entre os principais partidos, Partido Popular e Partido Socialista Operário Espanhol, o fim da corrupção e o respeito pelos direitos básicos, como habitação, trabalho, cultura, saúde, educação, participação política, livre desenvolvimento pessoal e direito a bens de primeira necessidade.
Os protestos aparecem num momento em que a juventude está academicamente mais preparada do que nunca e em que, segundo a agência Metroscopia, 89% dos espanhóis creem que os partidos políticos pensam somente em si mesmos.
A maior parte dos manifestantes é de jovens, mas também participam idosos e famílias inteiras. Todos eles têm repetido a natureza pacífica dos protestos, fato que também é refletido pela imprensa mundial. Os indignados em geral, como os chama a imprensa, e ¡Democracia Real Ya! em particular, desvincularam-se publicamente dos diversos incidentes ocorridos durante as manifestações. As concentrações prontamente adquiriram caráter próprio, tal qual afirmou ¡Democracia Real Ya!, que quis enfatizar que, apesar de ter feito o primeiro chamamento, não tem nada a ver com os acampamentos que se produziram em distintas cidades.

## Organização dos protestos
Em 17 de maio a página de ¡Democracia Real Ya!, propulsora da manifestação do dia 15, contava com o apoio de quinhentas associações bastante diversas, mas seguia rechaçando a colaboração de partidos políticos e sindicatos, defendendo a independência dos protestos de qualquer ideologia política institucionalizada. Mostraram-se partidários de sua causa, entre outros, os coletivos ATTAC, Anonymous, NoLesVotes e Juventud SIN Futuro. Os dois últimos grupos já haviam organizado manifestações anteriores, porém menos numerosas.
Na internet, os protestos adquiriram popularidade como Spanish Revolution (em tradução livre, Revolução Espanhola), nome que faz referência às hashtags da rede social Twitter, que tem sido o principal meio de organização dos protestos.
¡Democracia Real Ya! escreveram um manifesto em castelhano, galego, catalão, asturiano, euskera e inglês, e convocaram os protestos para 15 de maio nos seguintes lugares, listados alfabeticamente a seguir: Albacete, Algeciras, Alicante, Almería, Arcos de la Frontera, Badajoz, Barcelona, Bilbao, Burgos, Cáceres, Cádiz, Castelló de la Plana, Ciudad Real, Córdoba, Cuenca, Ferrol, Figueres, Fuengirola, Granada, Guadalajara, Huelva, Jaén, Corunha, Lanzarote, La Palma, León, Las Palmas de Gran Canaria, Lérida, Logroño, Lugo, Madrid, Málaga, Menorca, Mérida, Múrcia, Ourense, Oviedo, Palma de Mallorca, Pamplona, Plasencia, Ponferrada, Puertollano, Salamanca, San Sebastián, Santa Cruz de Tenerife, Santander, Santiago de Compostela, Sevilha, Soria, Tarragona, Toledo, Torrevieja, Ubrique, Valencia, Valladolid, Vigo, Vitoria e Zaragoza.
Além disso, a plataforma convocou protestos em cidades de outros países: Braga, Coimbra, Faro, Lisboa e Porto em Portugal; Dublin na Irlanda; Amsterdã nos Países Baixos; Paris na França e Londres no Reino Unido.

## Protestos

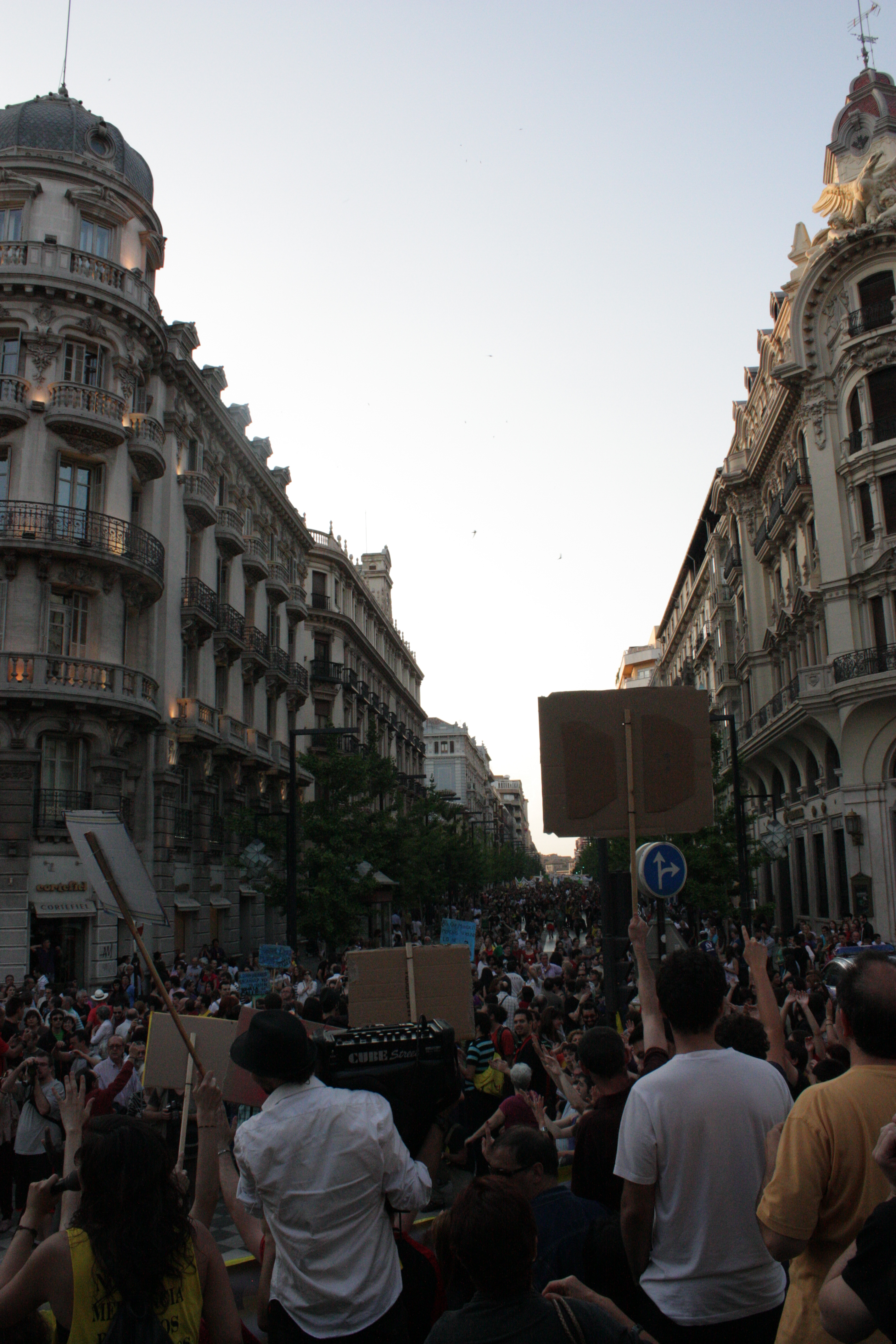
A Gran Vía de Colón, onde ocorreu a manifestação em Granada em 15 de maio.

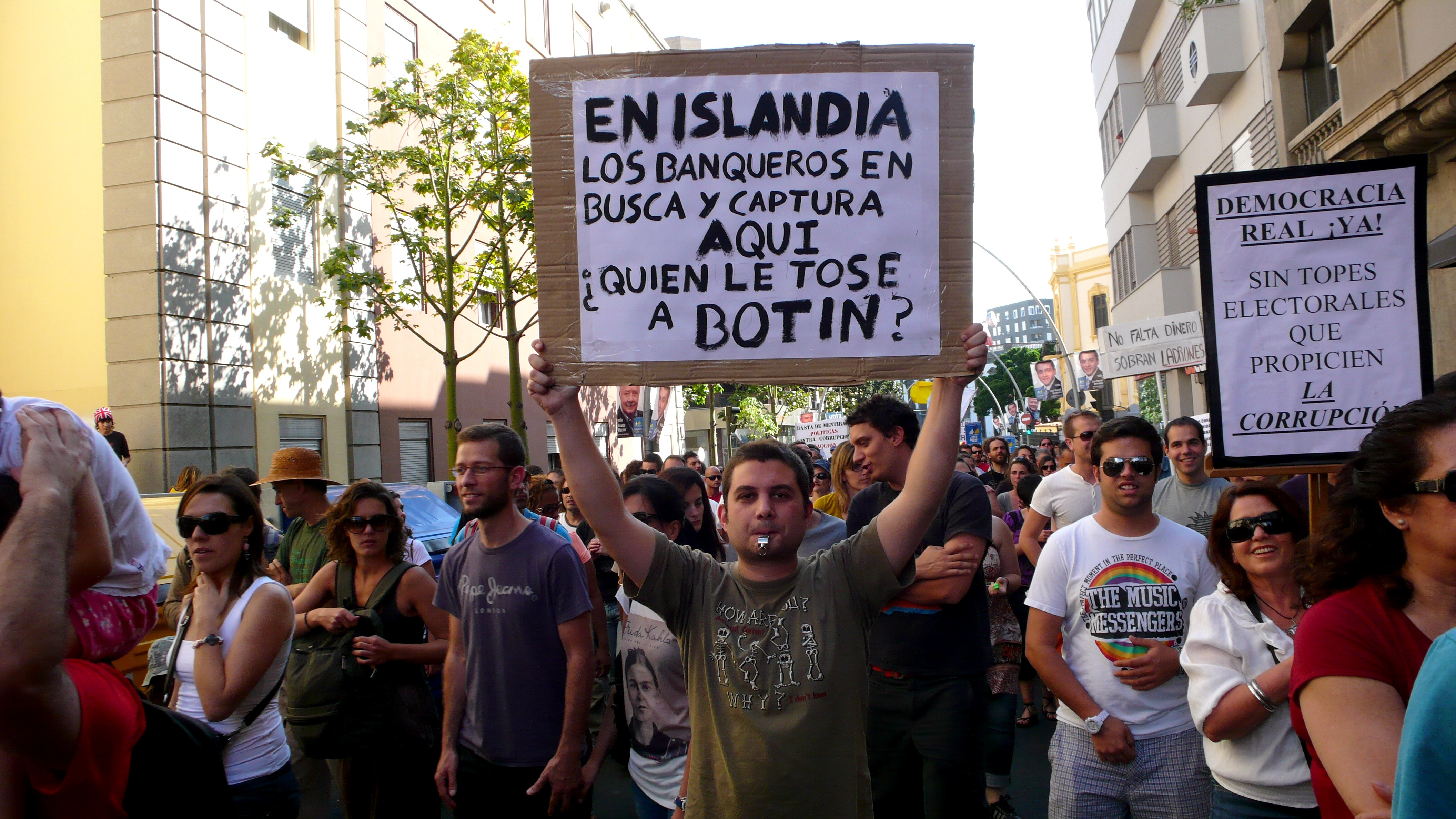
Santa Cruz de Tenerife no dia 15 de maio.

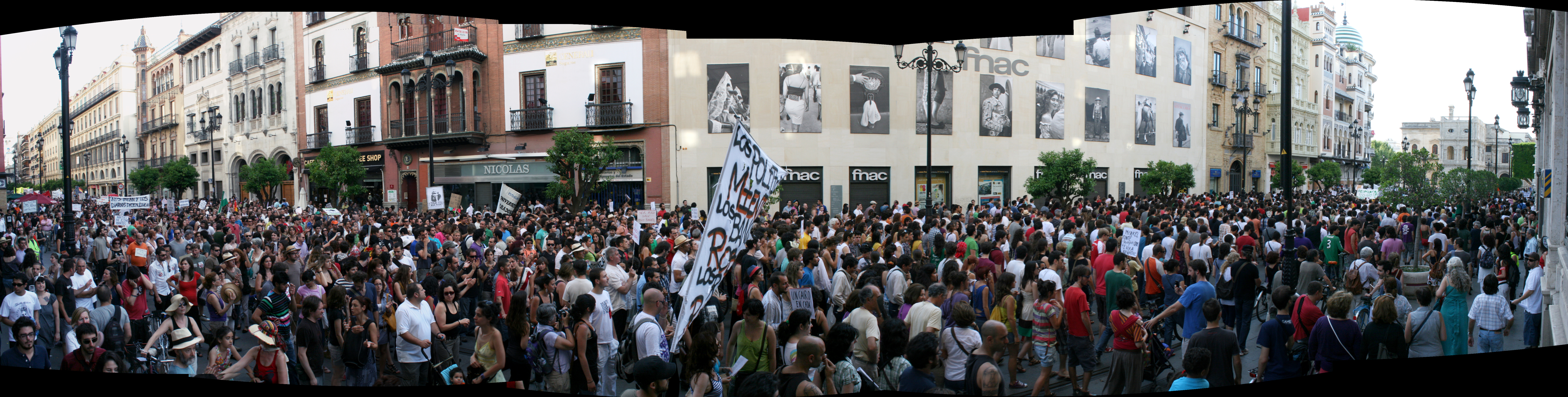
Manifestação em Sevilha em 15 de maio.

### 15 de maio
O primeiro protesto, do dia 15, esteve focalizado contra o que os manifestantes chamaram de medidas anti-sociais em mãos de banqueiros, referindo-se aos ajustes que a Espanha fez em 2010 para conter a crise financeira europeia, com medidas de resgates aos bancos, aqueles que a sociedade vê como os responsáveis pela crise, enquanto se seguiam anunciando cortes sociais. Sobressaíram-se as manifestações de Madrid, Barcelona, Múrcia, Granada ,Málaga, Alicante e Valencia.
A marcha de Madrid desse dia convocou, segundo o corpo de polícia nacional, cerca de vinte mil manifestantes. Estima-se que as manifestações desse dia foram seguidas por cento e trinta mil pessoas em toda a Espanha. Os protestos, contra todo prognóstico, tiveram uma grande difusão na imprensa. The Washington Post, por exemplo, noticiou-os no primeiro dia.
Incidentes
Foram registrados incidentes violentos em Madrid, desvinculados dos protestos segundo os manifestantes. O tráfego na Gran Vía foi temporariamente interrompido, mas a policía dissipou o grupo.
Em Granada cerca de cinco mil manifestantes compareceram, segundo o diário Ideal. Na cidade ocorreu o outro incidente do dia além do de Madrid, uma troca de insultos entre alguns manifestantes e membros da irmandade da Virgem do Rosário, cuja procissão coincidiu com a manifestação já que esta última atrasou-se mais do que o esperado. Por sua parte, a Irmandade de Nossa Senhora do Rosário emitiu um comunicado no qual lamentava e os incidentes ocorridos, desejando "contribuir para a convivência pacífica e ao total respeito da liberdade de expressão, condenando qualquer atitude de provocação, insulto ou violência em qualquer de suas formas e por qualquer de seus motivos".

### 16 de maio
Na praça Puerta del Sol começou um acampamento na noite do domingo 15, dissolvido violentamente pela polícia durante a madrugada do dia 16. Houve altercações em diversas zonas de Madrid, alheias ao espírito pacifista da manifestação, que foram deploradas pela maioria dos manifestantes. Os protestantes violentos destruíram mobiliário urbano, cortaram o tráfego da Gran Vía e enfrentaram a polícia. Foram feitas vinte e quatro detenções, o que provocou protestos maiores pedindo a sua liberdade; houve ainda alguns feridos leves.
Diversas organizações, como Ecologistas em Acción, condenaram publicamente a acção da polícia ao expulsar os manifestantes.

### 17 de maio

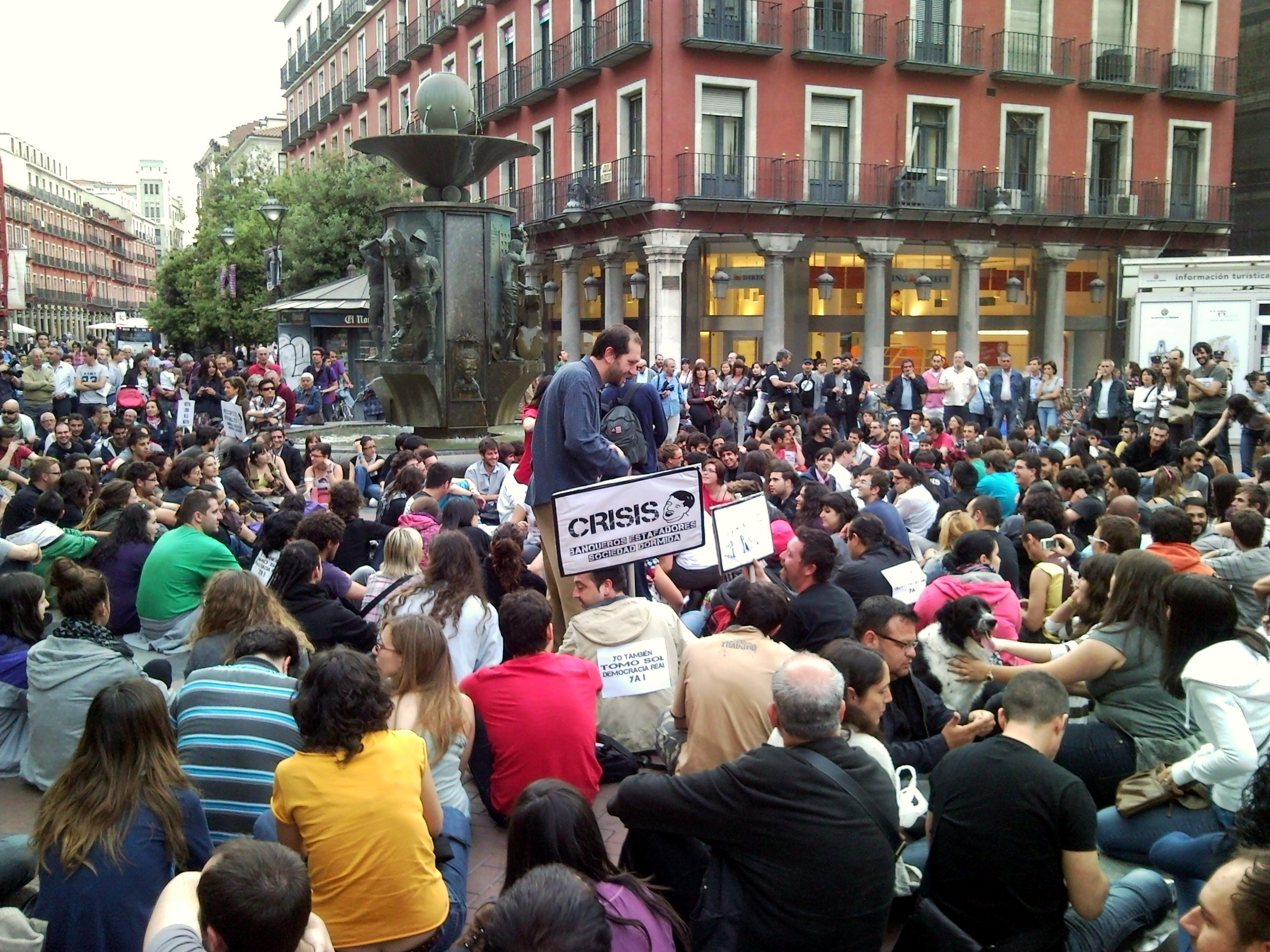
Manifestantes reunidos na Plaza de la Fuente Dorada de Valladolid em 17 de maio de 2011.

Grandes grupos de manifestantes voltaram a se manifestar em diversas cidades, destacando-se a concentração de Madrid na Puerta del Sol. Dessa vez, os protestos não foram convocados pela ¡Democracia Real Ya!. Em algumas cidades a polícia permitiu o acampamento dos manifestantes, como na Corunha, onde mais de mil pessoas protestaram. Em Madrid, cerca de 200 manifestantes se reuniram em assembleias, durante as quais decidiram se organizar para passar a noite na Puerta del Sol, criando comissões de limpeza, comunicação, extensão, materiais e legal; previamente já haviam recebido um grande apoio de pequenos comerciantes para se abastecer de comida. O protesto foi vigiado desde o seu começo pelas polícias municipal e nacional. Ao anoitecer havia reunidas mais de doze mil pessoas.
As manifestações e acampamentos noturnos do dia 17 ocorreram em trinta cidades. As manifestações tiveram o apoio de pessoas do Reino Unido, que anunciaram que se sentariam em frente à embaixada da Espanha de 18 a 22 de maio. A manifestação da Plaza del Sol na noite de 17 de maio concentrou cerca de quatro mil pessoas segundo as autoridades. Trezentas delas permaneciam ao amanecer do dia 18

### 18 de maio

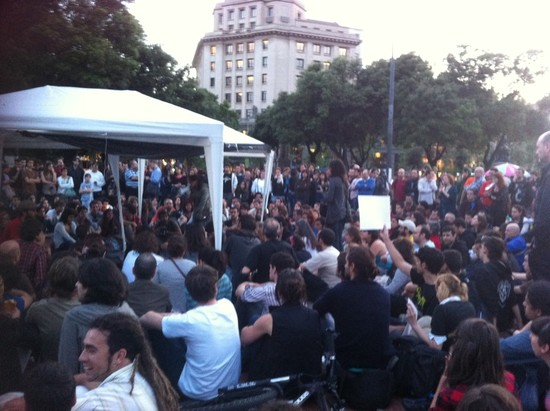
A Plaça Catalunya de Barcelona em dia 18 de maio.

Em Madrid, os manifestantes montaram um grande toldo sob o qual dispuseram papelão com intenção de passar a noite entre os dias 17 e 18, sem que a polícia impedisse. Segundo informou uma repórter do El País, muitos levavam cravos tal qual aconteceu na Revolução dos Cravos em Portugal. Montaram além disso um posto de comida com os alimentos doados e uma webcam para informar da Plaza del Sol no sítio da web Ustream. Os manifestantes foram advertidos de que não bebessem álcool nem se reunissem em grupos de mais de vinte pessoas, já que esses actos poderiam provocar uma intervenção policial lícita.
A polícia ordenou expulsões em Valência, Tenerife e Las Palmas. Na expulsão da Plaza del Carmen, em Granada, três pessoas foram detidas. Os protestos se estendem a León, Sevilla, onde se previu um acampamento a partir do dia 19, e a outras capitais provinciais e cidades. Foram criados grupos de apoio nas redes sociais para cada acampamento na rede social Twitter, nacionais e internacionais.
Pela manhã, a Federación de Asociaciones de Vecinos de Barcelona (Favb) anunciou a sua adesão aos protestos na cidade.
Além do The Washington Post, que informou sobre os protestos do dia 15, no dia 18 diversos veículos de imprensa internacionais noticiaram os protestos, como o Le Monde, jornal de maior tiragem em francês, em um artigo que destacou a raridade de manifestações multitudinárias em Espanha, O alemão Der Spiegel, destacou a importância que têm tido nos manifestantes os efeitos do que chama Geração Facebook e sua juventude; O austríaco Der Standard mostrou a grande vigilância policial; o português Jornal de Notícias informou sobre a manifestação de Madrid do dia 18 uma vez que se supôs que esta havia sido proibida; E o estado-unidense New York Times citou o El País e destacou a boa organização da concentração, com duzentas pessoas encarregadas da segurança e do uso do Twitter para assegurar uma boa cobertura. The Washington Post voltou a informar sobre os protestos em Puerta del Sol, dando-lhes o nome de revolução, estimando a concentração em dez mil pessoas na tarde de quarta-feira e comparando-a com a da praça Tahrir no Cairo. A BBC fez referência à natureza pacífica dos protestos na Puerta del Sol, fazendo referência a uma "concentração". Por sua parte, a CNN relacionou o fenômeno exclusivamente ao nível de desemprego juvenil de 40%.
As distintas concentrações acordaram em celebrar reuniões entre suas comissões cada dia a uma da tarde e assembleias às oito da noite.
Proibições em várias cidades
Durante o dia a Junta Electoral de Madrid anunciou a proibição de concentrações na Puerta del Sol ao considerar que são "injustificadas" e que "não permitem a liberdade de voto dos cidadãos". Chegou-se a avisar que ninguém poderia chegar à manifestação das oito da noite mediante o serviço de metrô de Madri. A Generalidade da Catalunha anunciou uma consulta à junta eleitoral para ver se ordenaria expulsar os acampados de Barcelona. Em Madri, a primera decisão foi não se mover, já que o informe não era vinculante nem lhes foi comunicado de maneira direta; Não obstante, pouco depois foi firmado por um magistrado e adquiriu caráter judicial. Pouco depois chegaram vários furgões policiais e se começou a fechar os acessos à praça e a pedir documentos de identidade. O coletivo spanishrevolution, por sua parte, assegurou que não se pediram permissões às delegações governamentais devido ao caráter espontâneo das concentrações, não convocadas. Acrescentou que posto que as concentrações não fazem referência às eleições, o argumento dado para a proibição, baseado em que não se podem realizar manifestações políticas antes de eleições, não tem sentido. Outras cidades espanholas, como Sevilla e Granada, também proibiram manifestações.
Caso distinto é o de Valência, onde a delegação do governo garantiu a legalidade das concentrações. A Junta Eleitoral Central anunciou que no dia 19 assumiria uma decisão conjunta para toda Espanha.
Desenrolar das concentrações
O movimento de assembleias e acampamentos foi se estendendo nos principais núcleos de população espanhola. No dia 18 de maio as localidades participantes dentro do território espanhol subiram a cinquenta e duas. Segundo o portal de internet ikiMap, foram as seguintes: Madrid, Ferrol, a Corunha, Santiago de Compostela, Pontevedra, Vigo, Ourense, Gijón, León, Oviedo, Palencia, Burgos, Santander, Bilbao, São Sebastião, Pamplona, Logroño, Zaragoza, Reus, Terrassa, Barcelona, Zamora, Valladolid, Salamanca, Segóvia, Guadalajara, Cuenca, Castellón, Valência, Toledo, Ciudad Real, Albacete, Alicante, Elche, Murcia, Cartagena, Almería, Granada, Jaén, Málaga, Córdoba, Sevilla, Huelva, Jerez de la Frontera, Cádiz, Cáceres, Mérida, Badajoz, Palma, Maó, Santa Cruz de Tenerife e Las Palmas de Gran Canaria.
Os manifestantes ignoraram as ameaças das autoridades, ainda que os lugares de encontro e, em especial, a Puerta del Sol, estiveram vigiados fortemente pela policía desde o princípio, controlando quem se manifestava. A mesma presença inicial, apesar das proibições, repetiu-se em outras cidades, como Granada, Sevilla, Almería, Lérida, Barcelona, Santiago de Compostela, Pontevedra e a Corunha, cidade cujos manifestantes solicitaram permissão à subdelegação do governo para instalar um acampamento permanente.
Em Madrid os manifestantes estenderam um grande rolo de papel como proteção pacífica em frente aos policiais. A polícia tentou informar a todos que entravam na praça de que estava cometendo um ato ilegal e asseguraram que, no caso de uma hipotética expulsão da Puerta del Sol, avisariam antes três vezes. Perto da meia-noite, uma minoria começou a depredar cartazes publicitários, o que foi desencorajado pelo resto dos manifestantes. Um manifestante reassegurou com um megafone a atitude pacífica do protesto, pedindo que não se cometessem vandalismos e aconselhando que não se tomasse álcool nem se gerasse lixo.
Propostas
Os manifestantes de Madrid elaboraram uma série de propostas concentradas nos seguintes pontos:
1. Reforma da Lei Eleitoral: Que todos os votos de Espanha valham igualmente.
2. Separação de poderes e reforma do Senado: Independência real e total entre os poderes executivo e judiciário e reforma do Senado, considerado por eles como "mero trâmite".
3. Regeneração política: Abertura de listas, não financiamento público de partidos políticos, inabilitação permanente de pessoas condenadas por corrupção; supressão de privilégios e publicação de patrimônios de políticos.

### 19 de maio
Alguns indignados resistiram até o amanhecer sem que houvesse desalojamentos em nenhuma das cidades que proibiram as manifestações no dia anterior (Madrid, Sevilla e Granada), à espera do pronunciamento da Junta Eletoral Central. Durante a noite se escutou pela primeira vez com força a ideia de que os protestos poderiam não acabar em 22 de maio, o dia das eleições. Além disso, os indignados advertiram que se a Junta Eleitoral Central não os deixasse continuar com seu protesto, não acatariam sua decisão.
A população de outras cidades espanholas fizeram protestos neste dia, segundo o portal de internet ikimap: Lugo, Écija, Gandía, Manresa, Ponferrada, Avilés, Vitoria, Soria, Huesca, Teruel, Tarragona, Gerona, Lérida, Mataró, Ávila, Benidorm, Torrevieja, Ceuta, Talavera de a Reina, Ciutadella, Logroño e Arrecife. Os protestos também seguiam alcançando certa difusão internacional; a imprensa de países como a China e Itália,  informou sobre eles, mesmo que seguissem sem receber grande cobertura fora da Espanha.
Com base em uma sentença de 2010, o Tribunal Constitucional considerou, pouco depois do meio-dia, que as manifestações eram legais. Paralelamente, a iniciativa para que a Junta Electoral Central autorizasse a manifestação planejada para o sábado conseguiu em somente um dia mais de 100.000 assinaturas. Antes da decisão da Junta Eleitoral Central, uma página da internet publicou as cidades que já iniciavam concentrações; destacam na lista quinze estrangeiras.
A Junta Eleitoral Central, reunida desde as dezessete horas, emitiu na tarde do dia 19 um comunicado que proibiu as manifestações, afirmando: "que as concentrações e reuniões a que se referem as consultas elevadas a esta Junta são contrárias à legislação eleitoral desde as zero horas do sábado 21 de maio até as 24 horas do domingo 22 de maio de 2011 e em consequência não poderão ocorrer." e se comunicando a "todas as Juntas Eleitorales assim como ao Advogado Geral de Estado". A decisão da Junta Eleitoral Central se produziu com a diferença de um único voto. Apesar de isso, foram anunciadas concentrações em várias cidades para esses dias. Na quinta-feira 19 se contabilizaram em 67 cidades espanholas e 15 estrangeiras.

### 20 de maio

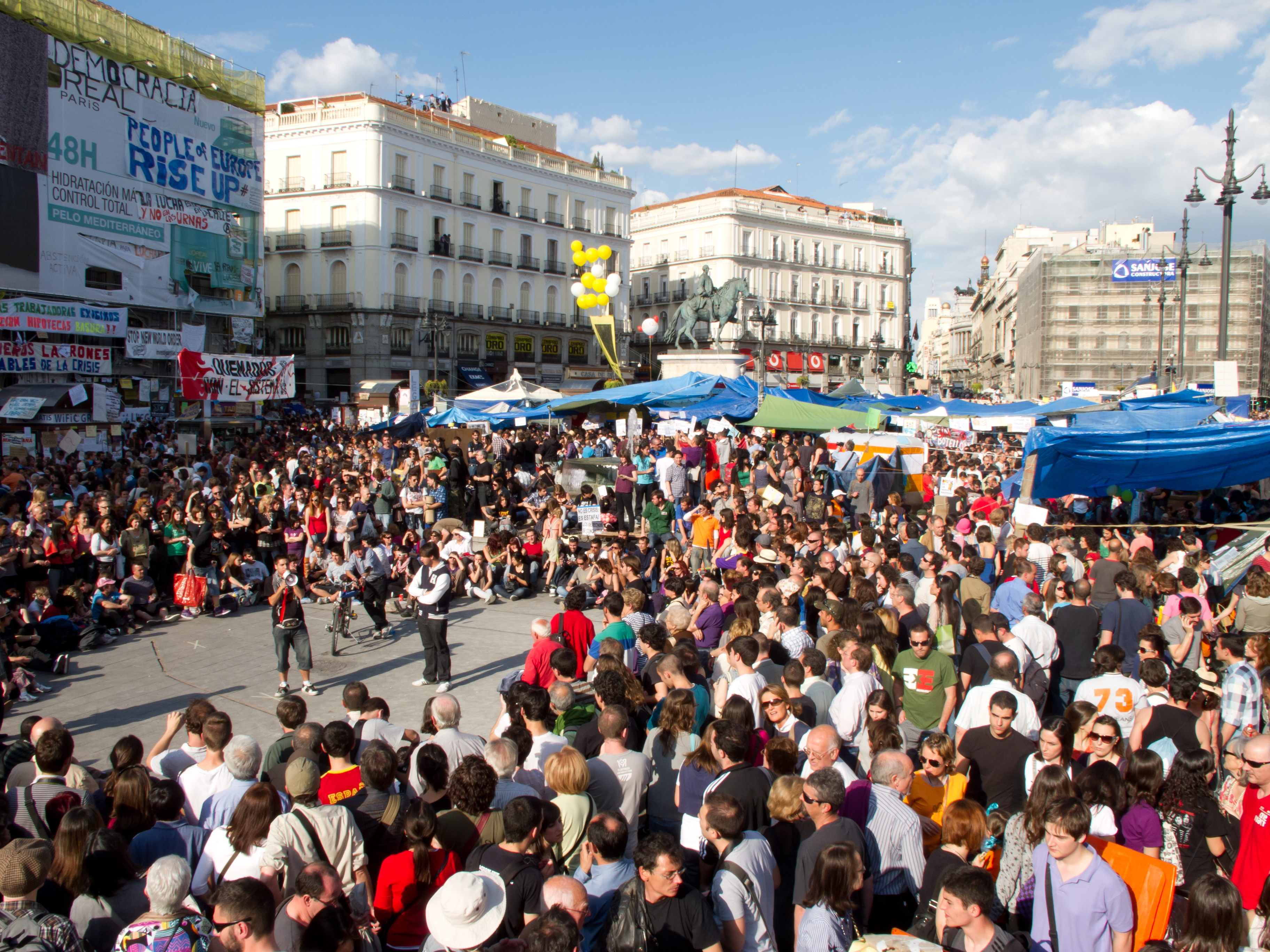
Protestos na Puerta del Sol no 20 de maio

Durante a habitual conferência de imprensa de sexta-feira, posterior ao Conselho de Ministros, o vice-presidente e ministro do Interior da Espanha, Alfredo Pérez Rubalcaba, referiu-se às concentrações de sábado e domingo, dizendo que : "o que vamos fazer é cumprir a lei.".
O comité legal dos indignados de Madrid informou aos meios de comunicação que haviam decidido não convocar protestos no sábado, mas que o fariam na sexta-feira 20 de maio. Destacou ainda que se no sábado não houvesse manifestações oficiais, poderiam reflectir colectivamente "evitando fazer referência ao voto e aos partidos políticos".
A coligação Izquierda Unida apresentou um recurso ante o Tribunal Supremo de Espanha a respeito da proibição da Junta Eleitoral Central sobre as concentrações. Três horas depois a Procuradoria apresentou um argumento para impedi-lo. Ao longo do dia os manifestantes de várias cidades apresentaram  novos recursos. Apesar disso, El País informava em sua página de internet que a quantidade de cidades em todo o mundo com concentrações havia subido a 166 pela manhã e 357 à tarde.
Ao longo do dia os acampados de Madrid, organizados, editaram um plano da praça diferenciando as distintas zonas e sedes dos comités, e criaram uma nova comissão, chamada de Respeito, que entre outras coisas velaria para que não se bebesse na praça, para que a polícia não pudesse aplicar a lei antibebidas. Em Barcelona a plaza Cataluña dividiu-se em três zonas, chamadas simbolicamente Tahir, Islândia e Palestina, onde se ocorriam diferentes encargos; entre outras coisas explicaram como seria uma possível ação policial.
Recurso ante o Tribunal Supremo
A RTVE informou que a Procuradoria amparava a decisão da Junta Eleitoral Central de proibir as concentrações em seu escrito ante o Tribunal Supremo. A polícia, não obstante, anunciou que não desalojaria a Puerta del Sol enquanto permanecesse a calma e não se produzissem incidentes. O recurso foi negado por unanimidade.
Recurso ante o Tribunal Constitucional
A RTVE informou que a "Sala Segunda do Tribunal Constitucional da Espanha estudara desde as 19h30 local se admitiria o trâmite do recurso de amparo interposto" contra a decisão da Junta. El recurso no fue admitido a trámite. Pouco depois das 22h, a RTVE informou que o TC havia negado o recurso por não haver sido esgotadas todas as vias previstas para a apelação.
Última resolução
O Tribunal Supremo negou finalmente o recurso da Izquierda Unida, que anunciou apresentar outro ao Constitucional. Entretanto, o tribunal, por seu horário de funcionamento, não os admitiria até segunda-feira, de modo que os protestos ficaram legalmente proibidos. Mesmo que a convocação tenha sido massiva, especialmente em Madrid, onde a polícia calculou o comparecimento de 28 mil pessoas somente na Puerta del Sol, pois a multidão estendeu-se por várias ruas. Os protestos de Valencia tiveram 10 mil pessoas; os de Barcelona, 8 mil; os de Sevilla, 4 mil; e os de Bilbao, 3 mil.
Novas propostas
No dia 20 começaram a ser enumeradas diversas propostas, consensuadas as assembleias e que parecem se repetir em diversas cidades. Algumas delas são o acesso à classe política mediante oposições, os impostos ao giro de capitais, a criação de assembleias populares, a necessidade de referendos para as grandes leis, o aumento do salário mínimo a 1200 euros, quantidade mais de acordo com as grandes economias europeias, e a rejeição da privatização de empresas públicas. Foram feitas propostas mais controvertidas, como a abolição da monarquia espanhola, ponto no qual não houve consenso e que, por conseguinte, não se apontou como os demais.
A noite de 20 para 21 de maio
Em Madrid, Barcelona e outras cidades, o 21 de maio começou com um minuto de silêncio seguido de grandes gritos e aplausos.

### 21 de maio (jornada de reflexão)

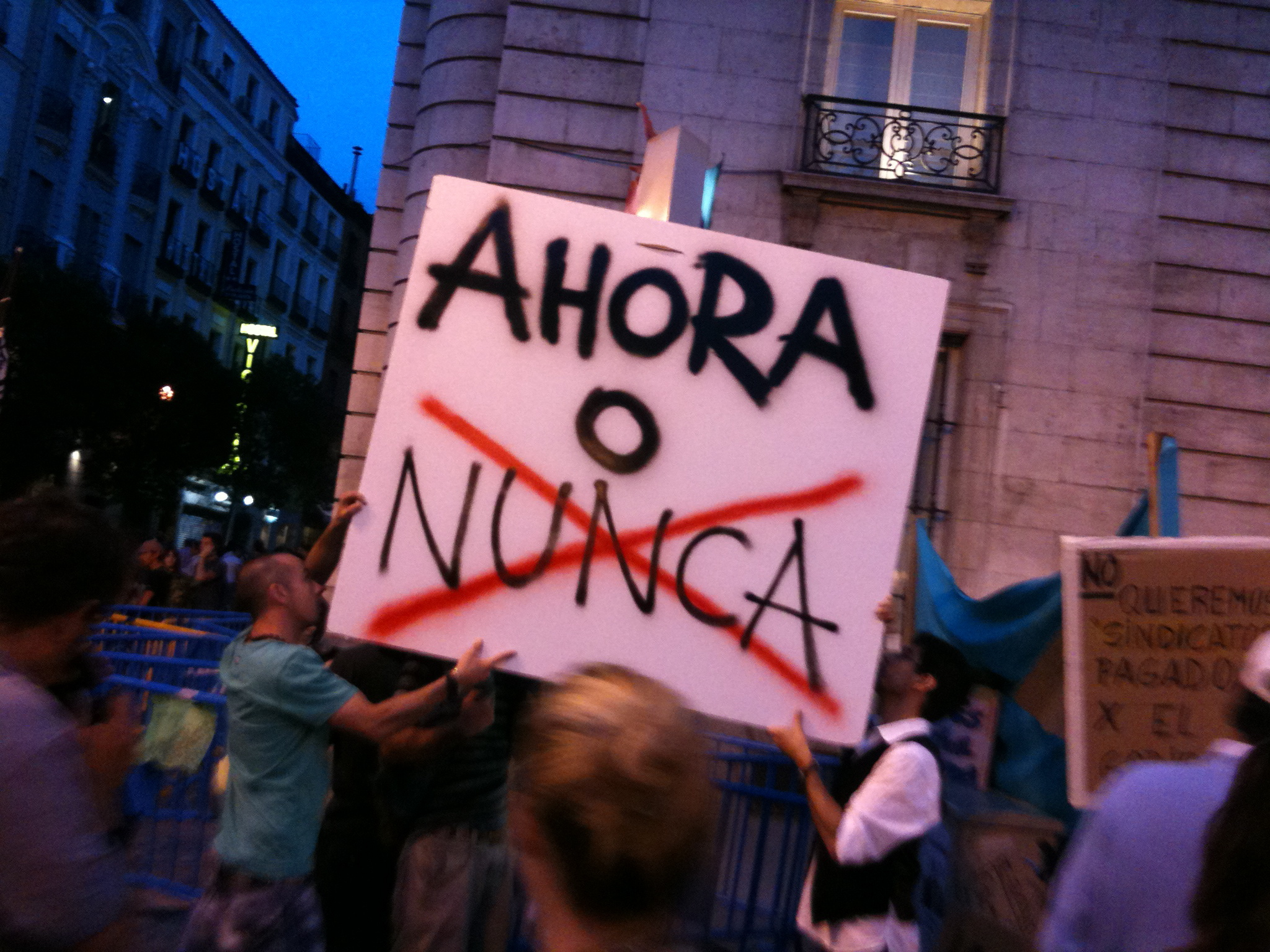
Manifestantes seguram cartaz dizendo "Agora ou nunca"

Dezenas de milhares de perssoas (28 mil segundo a polícia) chegaram à Puerta del Sol e seus arredores, apesar da proibição. Em outras cidades, o comparecimento também ficou na casa dos milhares. Em Valência, 10 mil pessoas se reuniram na Plaza del Ayuntamiento, segundo a polícia local. Em Málaga, 7 mil personas compareceram à Plaza de la Constitución. Em Sevilla, 4 mil pessoas se reuniram na Plaza de La Encarnación. Em Barcelona, mais de 5 mil pessoas compareceram ao panelaço convocado para as nove da noite na Plaza de Cataluña; estiveram presentes ainda 3 mil em Bilbao e 3 mil em Palma de Mallorca.
Outras cidades em todos os continentes também tiveram concentrações, com trezentas pessoas em Londres, seiscentas em Bruxelas, duzentas em Lisboa, duzentas em Amsterdã e outras menos numerosas em Atenas, Milão, Budapeste, Tânger, Paris, Berlim e Roma, entre outras.
Uma das novas medidas foi a criação de hortas ecológicas para o "abastecimento", tanto em Madri quanto em Barcelona. Nessas e em outras cidades ocorreram espetáculos teatrais, cômicos e musicais, além das assembleias. Em Madri, o número de comissões chegou a mais de vinte neste dia.

### 22 de maio (eleições)
Os participantes da assembleia do meio-dia realizada na Puerta del Sol, a mais numerosa até então, decidiram continuar com os protestos por mais uma semana, no mínimo.

### 23 a 27 de maio
Segundo o jornal El País, os participantes do acampamento na Puerta del Sol não foram afetados pelos resultados das eleições, divulgados no dia anterior, pois, conforme depoimentos colhidos pelo veículo de imprensa, a "iniciativa é apartidária" e que não importa "qual partido esta no poder". Em assembleia realizada neste dia, não houve nenhuma proposta para que o acampamento se dissolvesse. Participantes do movimento também já assumiram que não tem interesse de transformá-lo em um partido político, pois "os partidos não são a única forma de participar da política".
No dia 23, foi convocada uma série de assembleias populares em Madri, chamada de Toma los barrios (Toma os bairros), marcada para o dia 28 de maio.
No dia 24 de maio, a assembleia rejeitou por consenso participar de um programa na RTVE, apesar de agradecê-lo, argumentando que o movimento é democrático e uma pessoa somente não poderia representá-los. O grupo também se mostrou aberto para receber qualquer pessoa no acampamento.
Dado o caráter democrático e assembleário que queremos manter na tomada de decisões, não consideramos que uma pessoa possa comunicar esta realidade em um estúdio.
Em 27 de maio, uma ação policial expulsou os manifestantes da Plaza Catalunya, em Barcelona, sob a justificativa de "motivos de salubridade" e por causa do jogo do FC Barcelona, que se realizaria no dia seguinte. A violenta intervenção da polícia deteve duas pessoas, feriu cento e vinte e uma, sendo trinta e sete policiais. A maior parte dos manifestantes foi ferida por golpes de cacetetes desferidos pelos oficiais e pelos tiros de balas de borracha.
Em assembleia anterior à ação, o acampamento decidira por consenso permanecer na praça. Vendo que a polícia preparava uma intervenção, os manifestantes sentaram-se no chão para impedir o acesso dos carros de limpeza, justificando que a ação tinha como objetivo expulsá-los da praça. A polícia, então, iniciou a ação violenta desmontando o alojamento para permitir que equipes de limpeza passassem. Os pertences dos manifestantes foram confiscados e poderiam ser retirados somente na segunda-feira seguinte. Os manifestantes, na maior parte do tempo, seguravam flores nas mãos, ante a ação das autoridades. O jornal El País veiculou em seu sítio vídeos da brutalidade policial.
O porta-voz do governo catalão, Francesc Homs, defendeu a ação, afirmando que a limpeza foi necessária por "segurança e ordem pública". Políticos de oposição discordaram da posição oficial. O secretário de interior também justificou a intervenção afirmando tratar-se de motivos de higiene e saúde, não do desmantelamento do acampamento. Em duas horas, cinco mil assinaturas pedindo sua demissão foram coletadas.
Após a intervenção policial, os manifestantes retornaram à praça. Um porta-voz da comissão jurídica do acampamento declarou que os participantes do acampamento estudam deixar uma parte da praça livre para que o jogo entre Manchester United e FC Barcelona seja transmitido no local, para demonstrar que o movimento é pacífico.
Muitos manifestantes também chegaram à Plaza Catalunya após a ação policial, para ajudar a reconstruir o acampamento. A comissão de infra-estrutura convidou a população para levar materiais e ajudar no acampamento. O único local que não foi destruído foi a biblioteca, pois os livros foram guardados em caixas. Um protesto contra a violência policial foi marcado para as dezenove horas local; o objetivo é protestar com flores em qualquer cidade. O chamamento tronou-se trending topic mundial no Twitter. Novos cartazes feitos no local já protestavam contra o fato, sendo o mais comum o escrito "resistência pacífica".